# ارنست اشترنگ
ارنست اشترنگ (ایتالیایی: Ernst Streng; ۲۴ ژانویهٔ ۱۹۴۲ – ۲۷ مارس ۱۹۹۳) دوچرخه‌سوار اهل آلمان بود.
وی در مسابقات کشوری و بین‌المللی در مجموع برندهٔ ۱ مدال طلا شده‌است.